# Mīr Bajgān
Mīr Bajgān (persiska: میر بجگان, Merījgān) är en ort i Iran.   Den ligger i provinsen Khorasan, i den nordöstra delen av landet, 700 km öster om huvudstaden Teheran. Mīr Bajgān ligger 1 541 meter över havet och antalet invånare är 198.
Terrängen runt Mīr Bajgān är lite bergig. Runt Mīr Bajgān är det ganska glesbefolkat, med 35 invånare per kvadratkilometer. Närmaste större samhälle är Cham Gard, 15,4 km sydväst om Mīr Bajgān. Trakten runt Mīr Bajgān består i huvudsak av gräsmarker.